# Irán zászlaja

Az Iráni Császárság zászlaja az 1979-es forradalom előtt

Az iráni iszlamista forradalom egyik következménye az volt, hogy a vízszintes trikolórt vallási szimbólumokkal egészítették ki. A zászló közepén látható embléma arab betűkből áll, négy félhold alakú és egy egyenes vonalkából tevődik össze. Az embléma öt része az iszlám öt alapelvére utal, és együtt az Allah (Isten) szót alkotják.
Ugyanezeknek az elemeknek más kombinációjával a Könyv (Korán) szót, vagy a Kard szót (az erő és a szolidaritás szimbóluma) kapjuk, illetve az ábra jelentése a lélek növekedését, a bálványimádás teljes elutasítását, minden hatalom és felettes hatalom tagadását és az egységes társadalomra való törekvést is magába foglalja.
Az embléma szimmetriája az egyensúlyra, a kiegyensúlyozottságra utal. Az Allah akbar („Isten nagyobb”) szavak erőteljesen stilizált kúfi írásjelekkel huszonkétszer jelennek meg a zászlón 1357 bahman havának 22. napja (1979. február 11.), a forradalom győzelme emlékére.